# Tinker Glacier
Tinker Glacier är en glaciär i Antarktis. Den ligger i Östantarktis. Nya Zeeland gör anspråk på området. Tinker Glacier ligger 8 meter över havet.
Terrängen runt Tinker Glacier är bergig åt sydväst, men åt nordost är den kuperad. Tinker Glacier ligger nere i en dal. Trakten är obefolkad. Det finns inga samhällen i närheten.